# تپه قزوین
تپه قزوین مربوط به دوران پیش از تاریخ ایران باستان است و در آوج، داخل شهر واقع شده و این اثر در تاریخ ۲۵ اسفند ۱۳۷۹ با شمارهٔ ثبت ۳۱۲۲ به‌عنوان یکی از آثار ملی ایران به ثبت رسیده است.